# Santissima Trinità di Delia
L’église de la Sainte Trinité de Delia, dite Cuba di Delia, est une église de style arabo-normanno-byzantin, située dans la campagne à 3 kilomètres à l’ouest de la ville de Castelvetrano.
Cette petite église normande dont la construction remonte à la première moitié du XIIe siècle suit le modèle byzantin de la « cuba », église de l’époque byzantine en Sicile, selon un plan carré avec une coupole reposant sur quatre colonnes et trois absides (un « trèfle ») la principale étant orientée vers l’est, à l’exemple des églises orthodoxes.
L’intérieur de la Cuba de Delia est enrichi par un entrelacs géométrique avec une série de figures géométriques en diamants, des hexagones et des étoiles à six pointes.
Giuseppe Patricolo a redécouvert et restauré cette église en 1880.